# What's the Pressure
„What's the Pressure” este un cântec care a reprezentat Belgia la Concursul Muzical Eurovision 2016.  El este cântat de Laura Tesoro.